# Route 460 (Terre-Neuve-et-Labrador)
Pour les articles homonymes, voir Route 460.
La route 460 est une route tertiaire de la province de Terre-Neuve-et-Labrador d'orientation ouest-est située dans l'ouest de l'île de Terre-Neuve, dans la région de Stephenville et de Kippens. Elle part de la sortie 3 de la Route Transcanadienne, la route 1, pour contourner Stephenville par le nord, puis suivre le sud de la péninsule Port au Port. Elle est une route moyennement empruntée, et est le principal accès pour Stephenville depuis la 1 ouest. Elle est nommée Hansen Highway et Goose Cove Road, mesure 88 kilomètres, et est une route asphaltée sur l'entièreté de son tracé.

## Attrait
- Our Lady Of Mercy Museum

## Communautés traversées
- Black Duck
- Whites Road
- Stephenville
- Kippens
- Romaines
- Berry Head
- Port-au-Port
- Felix Cove
- Man of War Cove
- Campbells Creek
- Abrahams Cove
- Ship Cove
- Lower Cove
- Sheaves Cove
- Loretto
- Marches Point
- Red Brook
- De Grau
- Grand Jardin
- Petit Jardin
- Cap Saint-Georges